# Винний туризм
Винний туризм (енотуризм, вінітуризм) – це  галузь гастрономічного туризму, що має на меті відвідування виноробних центрів, погребів, вивчення історії виноробства, дегустацію і купівлю місцевих вин.

## Зародження напрямку
Винний туризм – відносно нова галузь порівняно з самим виноробством. 
Енотуризм зародився на початку 20 століття, коли по всій Німеччині були розроблені винні маршрути.  Найбільш відомий маршрут має назву  Вайнштрассе, яка є найстарішою та пролягає через виноробний регіон Пфальц. Паризька дегустація вин 1976 року в долині Напа, Каліфорнія, стала поворотним моментом для винного туризму. Французькі судді пробували наосліп французькі та каліфорнійські вина – і, незважаючи на суперечки, каліфорнійські напої вийшли на перше місце. Це набуло великого розголосу в засобах масової інформації, які почали пропагувати інтерес до діяльності, пов’язаної з вином. Пізніше у 2004 році, у фільмі Sideways з Полом Джаматті та Томасом Хейденом Черчем у головних ролях показано двох чоловіків, які вирушають у винний тур долиною Санта-Інез. Після виходу фільму та успіху індустрія енотуризму безперечно отримала поштовх.
Для багатьох регіонів виноробство стало ключовим елементом іміджу бренду країни. Ріоха в Іспанії. Ельзас, Бургундія, Бордо, Прованс у Франції. Долина Дору в Португалії. Тоскана, Гарда, Апулія, Сицилія, Кампанія в Італії.

## Особливості винного туризму
Маршрути та екскурсії спрямовані на єдину мету: познайомитися з виноробними регіонами та продегустувати їх вина.
Винний туризм також діє як важіль для місцевої економіки: зі збільшенням туристичних пропозицій малі міста у внутрішніх районах отримують нові можливості для бізнесу та створення робочих місць. Присутність мандрівників протягом року є основним доходом для громади та місцевих підприємців.
Є багато способів дослідити виноробний регіон:
- Екскурсії на виноробні та винні підвали. Це частина основ будь-якої поїздки до виноробного регіону.  Переважна більшість об’єктів пропонує екскурсії своїми підприємствами, де інструктор веде туристів і крок за кроком пояснює виробництво, від посадки до розливу,Музей вина

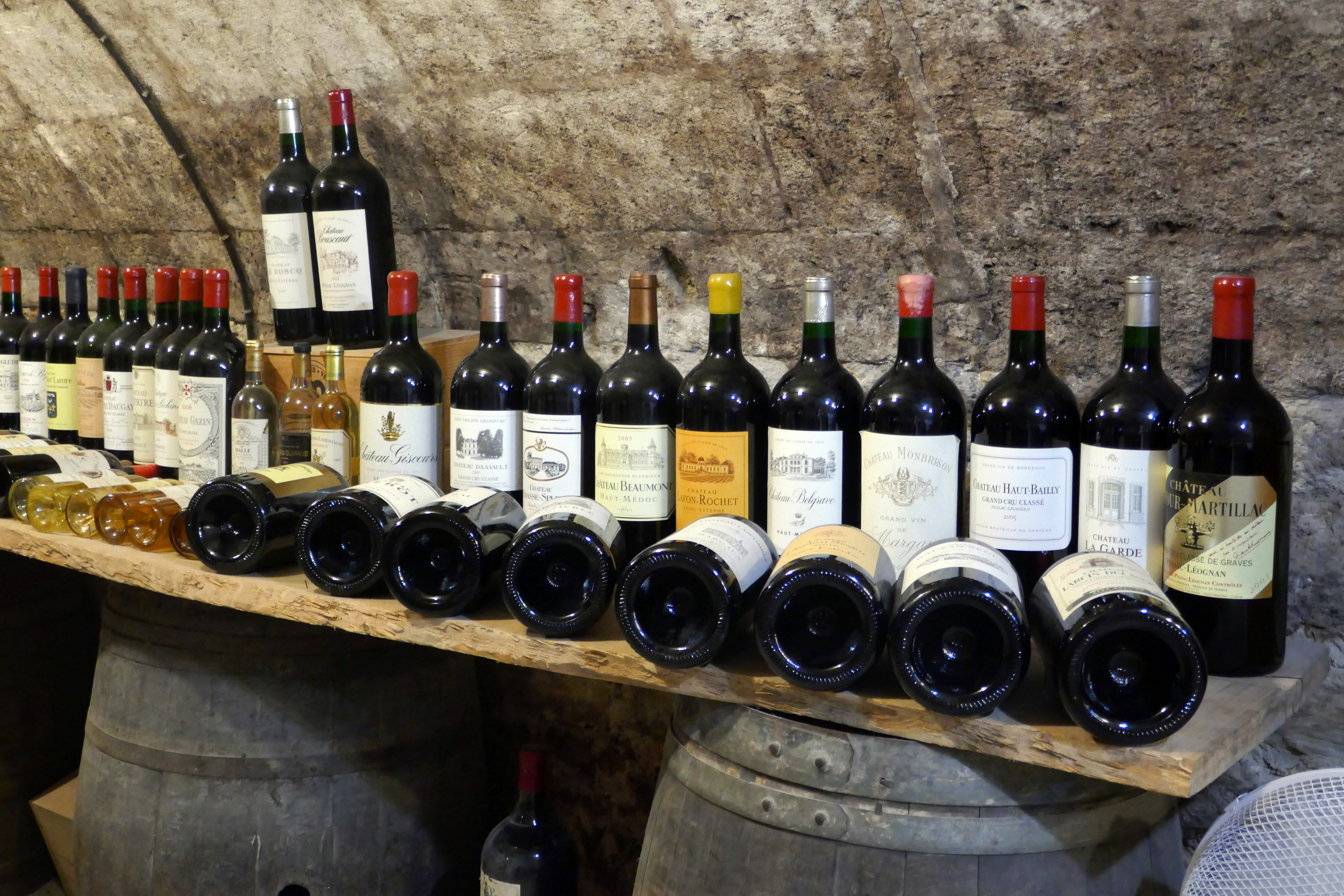
Музей вина

- Музеї вина. У деяких регіонах є спеціальні місця, де можна наочно розглянути історію виробництва вина. Більше про традиції та методи виробництва можна дізнатись на постійних та/або пересувних виставках
- Індивідуальний досвід. Під час сезону збору винограду (винтаж) деякі садиби пропонують туристам можливість долучитися до старих традицій і відродити їх. Мандрівники можуть потанцювати під місцеву музику, топтати виноград і збирати фрукти з виноградника.
- Дегустаційні сесії. Це можливість продегустувати місцеві вина. На послідовних етапах різні етикетки подаються в невеликих кількостях. У деяких випадках дегустації вже включені в екскурсії.
- Виноградні свята. Це заходи на честь культури вина. У більшості випадків вони пропонують програми, які включають музичні виступи, майстер-класи та продаж етикеток.
- Майстер-класи та курси.  Зазвичай для участі необхідно заздалегідь  зареєструватись.
- Гастрономічні враження.  Можливість скуштувати дегустаційне меню, влаштувати пікнік або взяти участь у кулінарних курсах – усе, звичайно, узгоджено з етикетками закладу[3].

Дешевші вина масового виробництва зараз набагато доступніші, менші виноробні заробляють менше, а бізнес сповільнюється. З цієї причини розвиток енотуризму є життєво важливим для багатьох виноробень. Дозволити туристам відвідати та заплатити, щоб скуштувати вино, побачити, як воно виготовляється, і зустрітися з виноробами – це чудовий спосіб отримати дохід. Винні туристи також схильні витрачати більше, ніж середній мандрівник – у Новій Зеландії це на цілих 52% більше. 
Енотуризм позитивно впливає на виноробні підприємства та виноробів. Це приносить альтернативний дохід і дозволяє ділитись досвідом з людьми. 

### Діяльність
Винний туризм включає в себе також наступні атракції. 
Їзда на велосипеді через виноградники в Мендосі, Аргентина. 
Більшість відвідувань виноробень відбувається на місці виробництва вина або поблизу нього. Відвідувачі зазвичай вивчають історію виноробні, бачать, як виготовляється вино, а потім дегустують вина. На деяких виноробнях також пропонують проживання в невеликому гостьовому будинку на виноробні. Багато відвідувачів купують вина, виготовлені виноробнею та на території, на яку припадає до 33% річних продажів. 
Дуже маленькі регіони з низьким рівнем виробництва, такі як Пріорат, Каталонія, зосереджуються на невеликих інтимних візитах з власником як господарем і включають прогулянки виноградниками, щоб допомогти відвідувачам зрозуміти  якості регіону. 
Більш складні дегустації можуть включати горизонтальні та вертикальні дегустації, а також повні обіди, зосереджені на демонстрації вин. 
У міру того, як індустрія енотуризму розвивається, до відвідувань додаються додаткові види діяльності, такі як катання на велосипедах з електричним приводом, які називаються «burricleta». 
Подорожі зі збором врожаю, також відомі як «стажування врожаю» або «табори для збирання врожаю», — це тури чи програми, які дозволяють відвідувачам відчути процес виноробства з перших вуст, беручи участь у процесі збирання та дроблення винограду. Ці тури зазвичай пропонуються під час сезону збору врожаю винограду, який змінюється залежно від регіону та типу винограду, який збирають. Екскурсії зі збиранням врожаю можуть бути цікавим і пізнавальним способом дізнатися про процес виноробства та побачити за лаштунками робочого виноробного заводу. Виноробня отримує переваги від фактично безкоштовної праці під час найскладніших періодів виробництва вина, а учасники пізніше зможуть насолоджуватися винами, до створення яких вони особисто долучилися. 

Інші враження включають тури «поєднання вина та їжі», де відвідувачі можуть дізнатися про мистецтво поєднання різних вин із певними стравами, а також уроки кулінарії. 

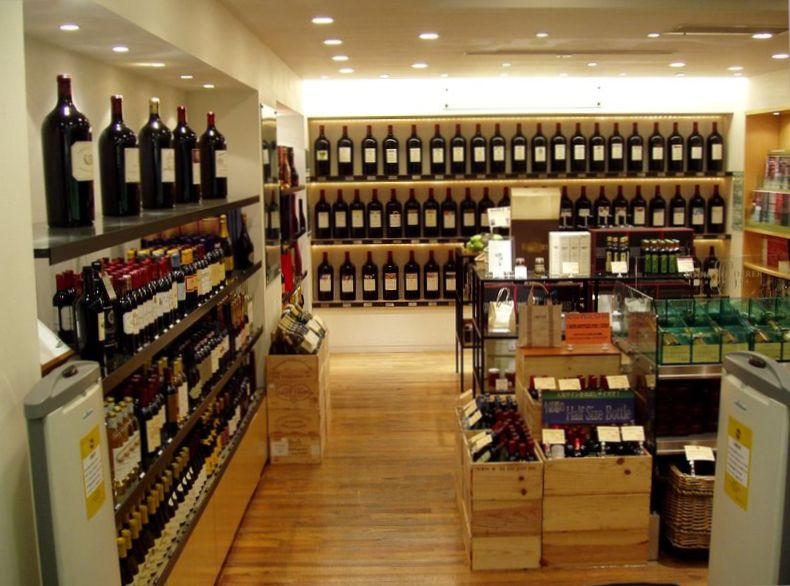
Енотека

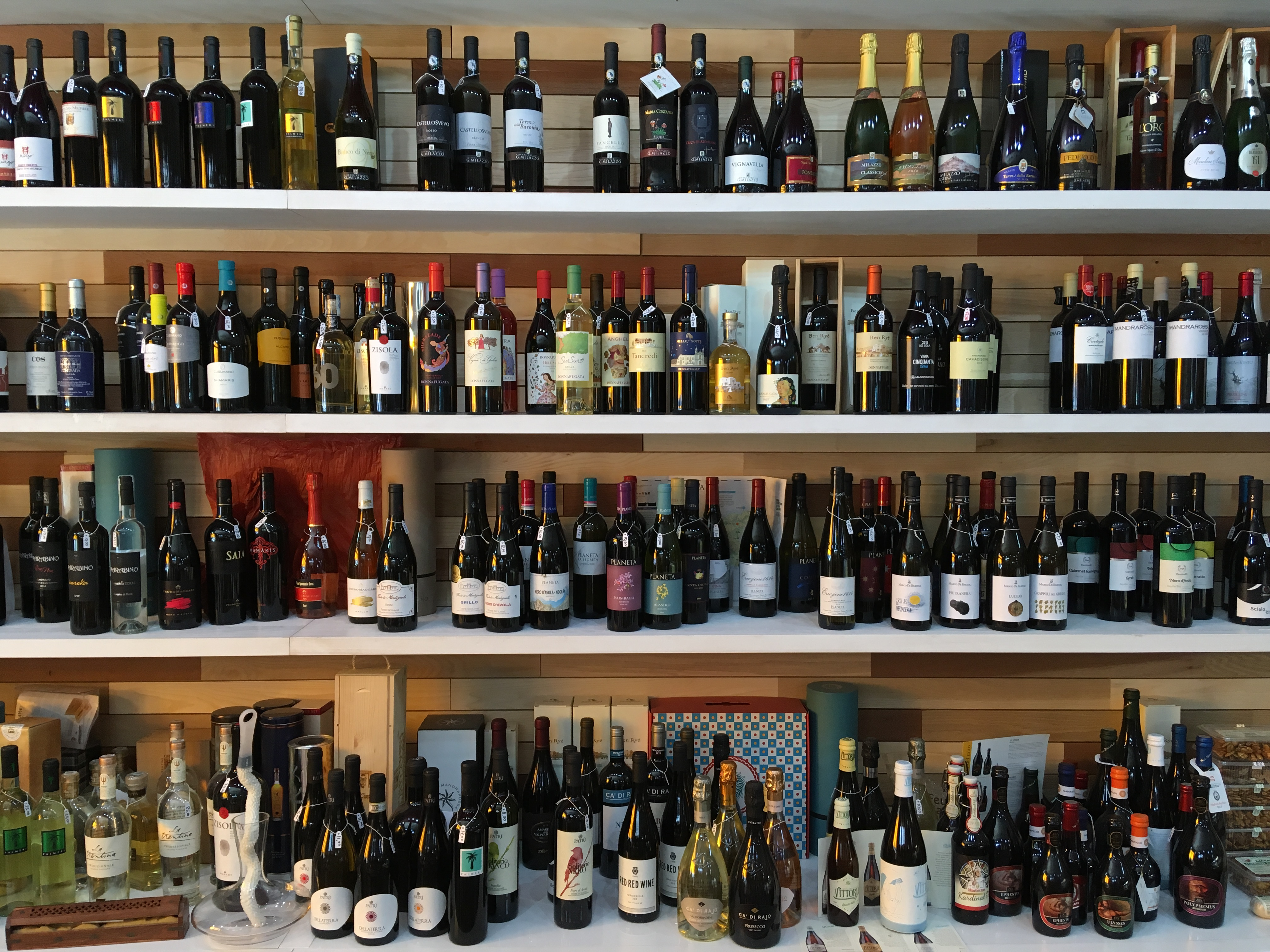
Колекційні вина

## Енотеки
Енотека (грец. οἰνοθήκη) — колекція вин, сховище для вин, розлитих у пляшки.
Температура в енотеці підтримується на рівні 10-14 о С. Такі умови існують у природних печерах, штольнях тощо.
Тривалість витримки колекційних вин в енотеці залежить від умов зберігання, різновиду вина. Сухі білі вина, як правило, зберігають в енотеці близько 10-18 років.
Для червоних вин строк витримки — 20-35 років. Міцні і десертні вина найкраще вживати після витримки 25-45 років. Найбільша витримка має місце для хересу — вони можуть зберігатися в колекції понад 100 років.

## Винні маршрути
Винні маршрути – це визначені напрямки, за якими туристи можуть відвідати виноробні, виноградники, ресторани та історичні пам’ятки, які знаходяться в межах певного регіону. Такі країни, як Італія, Франція, Португалія, Південна Африка та Чилі, є орієнтиром для прийому такого типу відвідувачів.

### "Старий світ" та "Новий світ"
За тривалістю виробництва вин винний світ традиційно ділиться на "Старий та Новий світ".
"Старий світ" - це регіони, де вперше з'явилося виноробство (з "європейською" виноградною лозою Vitis vinifera). Це Франція, Італія, Іспанія, Португалія, Німеччина, Греція, Австрія, Угорщина.
"Новий світ" - це країни, куди виноробство (і лоза  Vitis vinifera) були завезені під час і пізніше епохи Великих географічних відкриттів. 
Головні винні країни Нового світу: США, Канада, Австралія, Південна Африка, Чилі, Аргентина та Нова Зеландія. Нині до них додаються Китай, Індія та Японія.
У «Старому Світі» туристи мають можливість більше дізнатися про історію вина, давні традиції та методи виробництва. Усі вони передавалися з покоління в покоління протягом багатьох років і мали велике значення в терруарі та мікрорегіонах.
У «Новому Світі» вирощування є пізнішим, як і його історія. Багато регіонів Нового Світу були знайомі з вирощуванням вина переважно європейцями, що є ще однією причиною називати їх «Новим Світом». У цих регіонах тип винограду, який використовується у виробництві, зосередженість на технології та більша гнучкість є особливостями місцевої виноробної практики. Це не означає, що країни Старого Світу не працюють із передовими технологіями, а також не означає, що традиційні та кустарні методи відсутні в країнах Нового Світу.

### Найвідоміші винні маршрути у світі
- Бордо і Шампань, Франція
- Ріоха, Іспанія
- Дору і Алентежу, Португалія
- Тоскана і П'ємонт, Італія
- Егер, Угорщина
- Мозель-Саар-Рувер, Рейнхессен і Пфальц, Німеччина
- Кахетія, Грузія
- Санторіні, Греція
- Мендоса і Сальта, Аргентина
- Ярра і Барроса, Австралія
- Касабланка, Кольчагуа і Майпо, Чилі
- Стелленбош і Франшхук, Південна Африка
- Долина Напа, США
- Долина Віньедус, гірський хребет Гауша, Бразилія[3].

## Топ країн-виноробів

#### Німеччина
Територія виноробства охоплює близько 102 000 гектарів. Рислінг - одне з найпопулярніших вин у світі. 
Rheinhessen є найбільшою територією німецької виноробної країни, де вирощують дуже рідкісні сорти винограду; вино тут виготовляли ще з давньоримських часів. Найкращі виноградники тут знаходяться навколо Рейнтеррассе, що є берегом річки Рейн.
Пфальц є регіоном для знаменитих вин Рислінг. Це також *регіон* для винних фестивалів, які користуються великим успіхом серед енотуристів. 
Мозель. Вина виробляються на теплозберігаючому сланцевому ґрунті.

#### Каліфорнія
Винні тури популяризовані у двох регіонах: Сонома та долина Напа. Поширені в організованих турах, котрі включають пікніки, поїздки на електровелосипеді, а деякі тури поєднуються з пішим туризмом. 

#### Франція
Країна пропонує винні тури в такі регіони:

Мапа французьких винних регіонів

- бургундський
- Валле-дю-Рон
- Бордо
- Шампань
- Ельзас
- Лангедок-Русійон
- Валь де Луар
- Божоле
- Париж
- Sud-Ouest
- Прованс.

#### Нова Зеляндія
Винний туризм є індустрією для ківі, що розвивається, з колосальними 40 000 гектарами виноградників по всій країні – на відміну від лише 400 гектарів у 1960 році. Зараз Нова Зеландія відома як «друга батьківщина Совіньйон Блан». Деякі з відомих місць для відвідування включають:
- Мальборо, який є найбільшим з виноробних регіонів Нової Зеландії. Виробництво вина тут різноманітне. Територія розділена на три підзони, відомі як Південна долина, долина Вайрау та долина Аватер. Тут можна обрати самостійні екскурсії по регіону, автобусні тури з пересадками та повні винні тури з гідом.
- Центральний Отаго є найпівденнішим виноробним регіоном у світі, що дає йому велику славу серед відвідувачів. Тут виноградні лози на вузьких маленьких терасах розташовані на схилах засніжених гір. Звідси походять вина Піно Нуар[1].

## Сучасний стан розвитку винного туризму в Україні
Виноробство в Україні є традиційною галуззю АПК. Воно має давню історію, що сягає VI століття до н. е., коли в давньогрецьких полісах Криму та Причорномор'я (Херсонес, Пантікапей, Ольвія) люди займалися вирощуванням винограду та виноробством. З кінця XVIII століття в цих регіонах розпочалося промислове виноробство. У 1913 році площа під виноградниками на півдні України становила 53,9 тисячі гектарів, а на початок 1990-х років - понад 170 тисяч гектарів. 
В даний час виноробство в Україні є одним із найбільш перспективних секторів економіки. Однак воно стикається з рядом проблем, серед яких: зміни погодно-кліматичних умов, які призводять до втрат урожаїв та виноградників; проблема збуту виноробної продукції; непродумана цінова політика держави, контрафактний товар і недобросовісна конкуренція наносять значні збитки виноробству та не сприяють формуванню культури споживання вина у населення; питання експорту продукції виноробної галузі. Україна має значний потенціал для експорту вина, але для його реалізації необхідно вирішити ряд проблем, зокрема, налагодити державну підтримку виноробства та створити сприятливі умови для експорту .
Традиційно виноробними регіонами є:

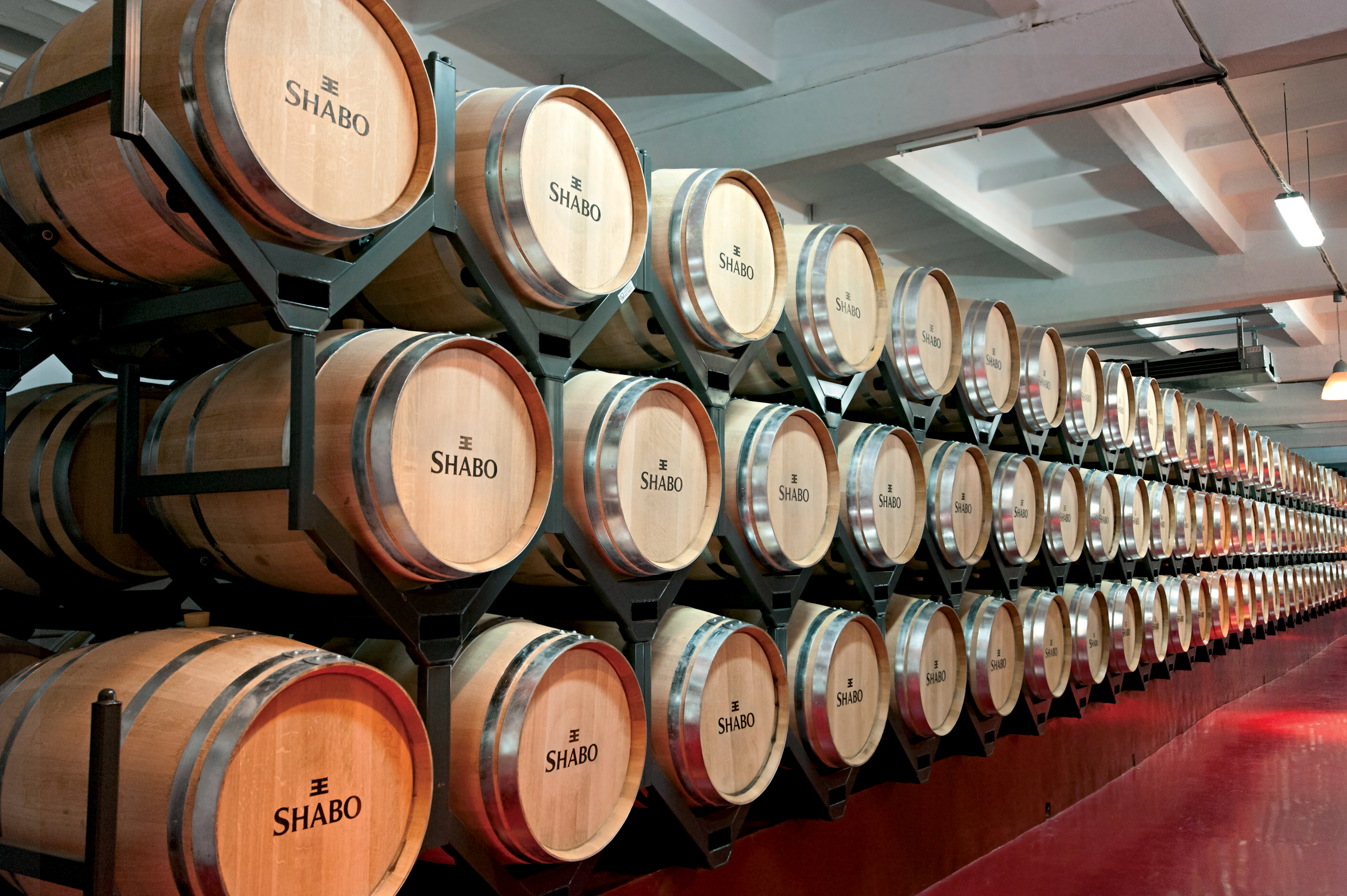
виносховище

Крим. Цей регіон має найбільш сприятливі кліматичні умови для вирощування винограду, і тут розташовані найвідоміші українські виноробні підприємства, такі як концерн «Масандра», агрофірма «Магарач», завод шампанських вин «Новий світ» та ін.
Причорномор'я. Цей регіон також має сприятливі кліматичні умови, і тут виробляють відомі вина «Шабо», «Коблево» та ін.
Закарпаття (Ужгород, Хуст, Виноградово тощо). Цей регіон має унікальний мікроклімат, який сприяє виробництву високоякісних вин. Крім вина, в цих регіонах виготовляють коньяк («Коктебель», «Шабо», «Тиса»).
Розвиток винного туризму в Україні має перспективи, але потребує підтримки, координації зусиль зацікавлених сторін. Створення галузевих асоціацій, таких як Асоціація винного туризму України, може бути шляхом до формування в країні такого видового туристичного ринку.
Винний туризм є одним із напрямків розвитку кулінарного (гастрономічного) туризму в Україні. Він сприяє просуванню регіонів, формуванню кластерів і дестинацій, що є напрямком перспективного розвитку туризму та регіонального розвитку.
Використання туризму як засобу для просування вітчизняної виноробної продукції є одним із шляхів інтенсифікації як розвитку туризму, так і виноробства в Україні .

## Індустрія винного туризму у світі
Винний туризм є масовим. Енотуризм є великою справою в усьому світі, і він не демонструє жодних ознак уповільнення свого зростання. За даними Statista, у 2020 році світовий ринок винного туризму оцінювався у близько 8,7 мільярдів доларів США, коли пандемія коронавірусу (COVID-19) сильно вдарила по світовій індустрії туризму. Згідно з прогнозом, у 2030 році обсяг ринку енотуризму досягне майже 29,6 мільярда євро.
Vins du Monde поділився статистикою , де відбувається найбільше винного туризму. США щороку мають найбільше винних туристів, відвідуючи близько 15 мільйоні. Францію відвідує близько 10 мільйонів енотуристів на рік. Німеччина приймає близько 7,3 мільйонів, а Італія близько 5 мільйонів. Південна Африка та Нова Зеландія щороку мають близько 0,5 та 0,2 мільйона туристів  відповідно.
На сучасний міжнародний ринок виноробної промисловості припадає 180 млрд дол. США. Це сектор, роль якого зростає у розвитку сільських районів у таких країнах, як Франція, Італія, Іспанія, Греція, Угорщина, Румунія, Болгарія та ін. Розвиваються такі нові винні туристичні регіони Європи, як Хорватія, Болгарія, Угорщина, Словенія, Україна. Досить активно йдуть процеси з розвитком винного туризму у нововключених країнах ЄС, таких, наприклад, як  Румунія, де в 2011 р. у м. Бузеу за допомогою австрійських інвестицій у розмірі 8 млн євро був відкритий виноробний центр «Lacerta». У 2012 р. уряд країни виділив 61 млн леїв для реалізації винних маршрутів у м. Арад.
Молдова має потужні природні умови та ресурси, а також необхідну базову інфраструктуру для розвитку винного туризму. Проте у Молдови недостатньо розвинені засоби розміщення та заклади харчування в усіх виноробних регіонах. 
Найвідомішим виноробним регіоном світу вважається Європейський. Про зростаючу популярність винного туризму в Європі свідчить функціонування таких європейських структур з питань винного розвитку й співробітництва, як Асамблея європейських виноробних регіонів (АREV), Конференція європейських виноробних регіонів (КЄВР) та Європейської Ради винних регіонів (RECEVIN) – мережа виноробних міст і регіонів, головним завданням яких є запровадження стандартів  проживання для винних туристів, а також впровадження розвитку винної культури та винного туризму. При останній функціонує мультимедійна мережа «Dionysus», метою якої є популяризація європейських виноробних регіонів. Всесвітня туристична організація провела в 2016 р. у Грузії першу Всесвітню конференцію з винного туризму, яка мала на меті скоординувати усі напрями розвитку винного туризму у Європі та залучити до цього процесу нові виноробні країни. Поява таких міжнародних організацій та заходів, які вони проводять, свідчить про значний розвиток винного туризму як нової туристичної галузі. 
Світовими лідерами з виробництва вина найвищої якості вважаються Італія і Франція .
Індустрія енотуризму значно зросла протягом першого десятиліття 21 століття. У Сполучених Штатах 27 мільйонів мандрівників, або 17% американських туристів, які подорожують на відпочинок, займаються кулінарією чи виноробством. В Італії ця цифра становить приблизно п’ять мільйонів мандрівників, що приносить 2,5 мільярда євро доходу.
«День енотуризму» відзначається у другу неділю листопада кожного року, щоб популяризувати відвідування підвалів у Німеччині, Австрії, Словенії, Іспанії, Франції, Греції, Угорщині, Італії та Португалії.
У Північній Америці перший День винного туризму було засновано 11 травня 2013 року, а заходи заплановані на всьому континенті.
За останні роки Чилі розвинула індустрію енотуризму, відкривши кілька туристичних маршрутів по всій країні, деякі з них пропонують нічліг.